# 岩瀬周平
岩瀬 周平（いわせ しゅうへい、10月25日 - ）は、日本の男性声優。千葉県出身。FIRST WIND production所属。

## 人物
以前はTABプロダクションに所属していた。
趣味は映画鑑賞・音楽鑑賞、特技は歌唱、野球。モモ(♂)という名前の猫を飼っている。

## 出演
太字はメインキャラクター。

### テレビアニメ
2011年
- ぬらりひょんの孫 〜千年魔京〜（京妖怪、陰陽師、奴良組妖怪、妖怪）
- フリージング（2011年 - 2013年、ユジン、男子生徒、係員A） - 2シリーズ

2012年
- アクセル・ワールド（審判）
- 織田信奈の野望（岡崎忠実、林通勝、赤尾清綱、多治見修理、三好長逸）
- カンピオーネ! 〜まつろわぬ神々と神殺しの魔王〜（審判の生徒）
- 機動戦士ガンダムAGE（エウバ兵、兵士、連邦軍兵士、連邦軍オペレーター、ヴェイガン技術者）
- この中に1人、妹がいる!（男子生徒）
- さんかれあ（ヤスタカ、ゾンビ）
- モーレツ宇宙海賊（ビスク員）

2013年
- 黒子のバスケ（2013年 - 2014年、山崎弘）
- 幻影ヲ駆ケル太陽（男子生徒）
- ダンボール戦機WARS（法条ムラク、サクヤのチームメイトB）
- 爆TECH!爆丸 ガチ（炎もえたろー）
- 私がモテないのはどう考えてもお前らが悪い!（鈴木、男子生徒、動画サイト音声）

2014年
- ディーふらぐ!（竹沢、中洲、警官、眼鏡男子、天王洲、亀山上）

2015年
- うたわれるもの 偽りの仮面（2015年 - 2016年、モズヌの手下、ウコンの配下、男性客、帝都の民、オシュトルの兵 他）
- 銀魂゜（ニセ黒子野 / 鬼兵隊隊士A）
- ジュエルペット マジカルチェンジ（観客2、男客2、客A、不動産屋、監督）
- Dance with Devils（ヴァンパイア）

2016年
- カミワザ・ワンダ（2016年 - 2017年、ソウマ、男性、リフトミン、ジェットミン、マグネミン、リズムミン、メガネミン、ジムミン）
- クオリディア・コード（鶉野珠悟）
- 坂本ですが?（不良）
- D.Gray-man HALLOW（男B、レベル2、警官、マーク・バロウズ、研究員、ファインダー、鴉）
- ばくおん!!（自転車100万）

2017年
- トミカハイパーレスキュー ドライブヘッド 機動救急警察（DG音声、作業員A、クレーン操縦者）
- ナナマル サンバツ（黒田良勝）
- ベイブレードバースト ゴッド（シルバーアイ）
- TSUKIPRO THE ANIMATION（伊藤隆）

2018年
- 恋は雨上がりのように（諸星先生）
- グランクレスト戦記（ジュゼル・ロッシーニ）
- PERSONA5 the Animation（2018年 - 2019年、中岡、バレー部員B、男子生徒B、ウェイター、役員生徒B 他） - 1シリーズ + 特別編前後編
- ソードアート・オンライン アリシゼーション（ライオス・アンティノス）

2019年
- ゾイドワイルド（賞金稼ぎ、ガッポ村 村人）
- RobiHachi（ザツ）

2020年
- ID：INVADED イド：インヴェイデッド（羽二重正宗）
- シャドウバース（2020年 - 2023年、牙倉タクマ） - 2シリーズ

2021年
- 東京リベンジャーズ（チョンボ）
- プラチナエンド（メトログリーン）

2022年
- パリピ孔明（パリピ、観客）
- かぐや様は告らせたい-ウルトラロマンティック-（男子生徒）
- 惑星のさみだれ（東雲半月）

2023年
- EDENS ZERO（カラム）

2024年
- SHY 東京奪還編
- 真夜中ぱんチ（じゅわちゃん）
- デリコズ・ナーサリー（生徒）

### 劇場アニメ
- PERSONA3 THE MOVIE #1 Spring of Birth（2013年、チンピラA）
- デジモンアドベンチャー tri.（2015年 - 2018年） - 5作品
- 映画 ドライブヘッド〜トミカハイパーレスキュー 機動救急警察〜（2018年、DG音声）

### OVA
- 機動戦士ガンダム サンダーボルト（2016年、レイトン）

### Webアニメ
- +チック姉さん（2011年、生徒会A）
- トミカハイパーレスキュー ドライブヘッド 機動救急警察（2018年、DG音声）

### ゲーム
時期不明
- あやかしごはん〜おかわりっ！〜（木邑伊散）
- 一血卍傑-ONLINE-（クダン）
- ガレリアの地下迷宮と魔女ノ旅団（ビスマン伯爵）
- 機動戦士ガンダムオンライン（アヴァタージオン兵）
- グランドサマナーズ（リオン）
- 三國志曹操伝 ONLINE（青龍、張良）
- ダンボール戦機WARS（法条ムラク）
- トイ・ウォーズ（ガルド少佐）

2010年代
- 機動戦士ガンダムUC（2012年、一般クルー、オペレーター）
- アルカナ・ファミリア コレツィオーネ!（2014年、ヌンツィオ）
- ソードアート・オンライン-ホロウ・フラグメント-（2014年）
- シュヴァルツェスマーケン 殉教者たち（2016年、レーマン）
- ラングリッサーI&II（2019年、レオン）
- ペルソナ5 ザ・ロイヤル（2019年）

2020年代
- シャドウバース チャンピオンズバトル（2020年、牙倉タクマ）
- 東京リベンジャーズ ぱずりべ！全国制覇への道（2022年、チョンボ）
- Edge of Eternity（2023年、オルド）

### パチスロ
- パチスロ烈火の炎 Flame of Recca（2018年、水鏡凍季也[14]）

### デジタルコミック
- 抱かれた棘と甘い吐息（2021年、一ツ橋右京[15]）
- 抱かないあなたと抱かれたいわたし（2021年、葛西涼真[16]）

## ディスコグラフィ

### キャラクターソング
| 発売日       | 商品名                         | 歌           | 楽曲               | 備考                                 |
| ------------ | ------------------------------ | ------------ | ------------------ | ------------------------------------ |
| 2014年3月5日 | ミンナノナマエヲイレテクダサイ | 魔の十四楽団 | 「漢気フルコンボ」 | テレビアニメ『ディーふらぐ！』関連曲 |

### シリーズ一覧
1. ↑  第1期（2011年）、第2期『ヴァイブレーション』（2013年）
2. ↑  テレビシリーズ（2018年）、特番『Dark Sun...』（2018年）、特番『Stars and Ours』（2019年）
3. ↑  第1作（2020年 - 2021年）、第2作『F』（2023年）

### ユニットメンバー
1. ↑  小田原（稲田徹）、明覚（藤原貴弘）、松久・児玉（西山宏太朗）、折原（後藤ヒロキ）、竹沢・金子（岩瀬周平）、拝島（高橋栄一）、高麗川（松田健一郎）